# Universidad Nacional del Chaco Austral
La Universidad Nacional del Chaco Austral (UNCAus) es una universidad pública argentina con sede central en la ciudad de Presidencia Roque Sáenz Peña, en la provincia del Chaco.
Fue creada el 14 de diciembre de 2007 por medio de la ley 26.335, y aprobada por el Congreso de la Nación Argentina. El Senado había dado media sanción el 7 de noviembre de ese mismo año.

## Historia
El 13 de septiembre de 2013, se inauguró el Estadio Múltiple Arena de la UNCAUS, con una superficie de 7300 m² y capacidad para 3.000 espectadores, para la práctica de deportes como básquet, tenis, hándbol, vóley y fútbol de salón.
En septiembre del año 2015 se inaugura una de las obras más importante para la Universidad: el Edificio Tecnológico UNCAus. Una infraestructura de cinco pisos de altura de 7000 m² y aulas bien equipadas con elementos de última generación.

## Departamentos y carreras
La universidad se encuentra organizada académicamente en departamentos:
| Departamento                     | Carreras |
| -------------------------------- | --- |
| Ciencias Básicas y Aplicadas     | - Ingeniería en Alimentos - Ingeniería Química - Ingeniería Industrial - Ingeniería Zootecnista - Ingeniería en Sistemas de Información - Licenciatura en Biotecnología - Farmacia - Medicina - Licenciatura en Nutrición - Óptico Técnico - Licenciatura en Matemática - Licenciatura en Química - Ciencias Veterinarias |
| Ciencias Sociales y Humanísticas | - Abogacía - Licenciatura en Administración - Licenciatura en Estudios Internacionales - Licenciatura en Psicología - Contador Público - Profesorado en Matemática - Profesorado en Física - Profesorado en Ciencias Químicas y del Ambiente                                                                              |

## Edificio Tecnológico UNCAus
Este edificio forma parte de un objetivo que incluye una clínica universitaria para especializaciones y atención de alta complejidad en su planta baja, más espacios para aulas para 1.200 alumnos en forma simultánea con servicios de tecnología educativa en las mismas y que hacen un total general de 6.000 alumnos en todo el edificio. Con sus cinco pisos y casi 7000 metros cuadrados, el nuevo edificio alberga 34 aulas y otras dependencias. La obra fue financiada por el Ministerio de Planificación Federal y la Secretaria de Políticas Universitarias de la Nación, con un presupuesto de 69.232.000 pesos. 

## Unidad Médica Educativa
La Unidad Médica Educativa, o conocida como UME, es una unidad que está equipada con equipamiento de última generación y cuenta con profesionales de reconocida trayectoria que conforma el recurso humano de este establecimiento sanitario. Tiene entre sus objetivos dar respuestas a la prevención y promoción de la Salud de la región. La UME cuenta con tecnología de vanguardia para brindar servicios en diferentes áreas de la salud, contando con las siguientes especialidades: Clínica Médica, Cirugía General, Traumatología, Pediatría, Cardiología, Oftalmología, Kinesiología, Ginecología, Nutrición, Psicología, Psiquiatría, Urología, Odontología y Neurología.  En el marco de su política de extensión e integración sanitaria, en la UME se atienden a pacientes de todas las obras sociales, destacándose que ya se cuenta conveniado el Insssep y próximamente, se atenderá a los afiliados de Pami. En ningún caso se debe abonar algún tipo de arancel complementario.